# Ranunculus ruscinonensis
Ranunculus ruscinonensis är en ranunkelväxtart som beskrevs av Elias Landolt. 
Ranunculus ruscinonensis ingår i släktet ranunkler och familjen ranunkelväxter. Utöver nominatformen finns också underarten R. r. viridescens.